# 処刑剣 14BLADES
『処刑剣 14BLADES』（しょけいけん 14ぶれいず、原題：錦衣衛、英題：14 Blades）は、2010年に公開された中国映画。

## あらすじ
明が開国され、皇帝は国を強固にするため秘密の特殊部隊「錦衣衛」を考え出した。孤児たちに過酷な訓練を課し密偵にした。武功が高く指揮官となった者には「青龍（チンロン）」の称号が与えられた。青龍には最強の武器「大明十四刀」が授けられた。箱の中には14種類の刀が入っている。8本は尋問用、6本は処刑用である。錦衣衛の哀歌。

## 登場人物
青龍（チンロン/ドニー・イェン）
錦衣衛を抜けた者。幼い頃にやむを得ず兄を手にかけて錦衣衛になった。尊厳を欲する。
ホア（喬花(チャオホア)/ヴィッキー・チャオ）
ヨンの一人娘。青龍と行動を共にしてゆくうちに親愛の情を持つようになる。
トゥオトゥオ（脱脱/ケイト・ツイ）
チン親王の義理の娘。西域の女で並外れた剣術の腕をもつ。
玄武（シュエンウー/チー・ユーウー）
錦衣衛。裏切り者。
砂漠の判事・天鷹幇（ウーズン）
盗賊団・天鷹幇（てんおうほう）の頭目。青龍の味方となる。
ヨン（喬永(チャオヨン)/ウー・マ）
運び屋・正義護送屋の頭目。
チン親王（慶親王/サモ・ハン・キンポー）
現皇帝の叔父。先帝の時代に反乱を起こし、足切りの刑に処せられ都を追放された。
ジア（賈精忠(ジア・ジンジョン)/ロー・ガーイン）
奸臣。
ジャオ（趙/ダミアン・ラウ）
忠臣。
都尉
チン親王の配下。